# Begonia makrinii
Espèce
Begonia makrinii est une espèce de plantes de la famille des Begoniaceae. Ce bégonia est originaire du Mexique. L'espèce a été décrite en 2011 par Kathleen Burt-Utley (1944-) et John F. Utley (1944-), à la suite des travaux de Conrad Vernon Morton (1905-1972). L'épithète spécifique makrinii est un hommage à E. Makrinius, l'un des récolteurs de l'espèce en 1933 au Mexique. 

## Répartition géographique
Cette espèce est originaire du pays suivant : Mexique.